# Етельвальд
Етельвальд (*Œthelwald, Æthelwold, д/н — після 655) — король Дейри у 651—655 роках.

## Життєпис
Походив з династії Еоппінгів. Син Освальда I, короля Нортумбрії, та Кінебурги Вессекської. Про дату народження нічого невідомо. У 651 році після загибелі короля Освіна посів трон Дейри. Найпевніше, в цьому Етельвальду допоміг стрийко Освіу, король Берніції.
Він продовжував політику батька з християнізації англів Дейри. Також надав землі та кошти Святому Кедду та Чаду Мерсійському для облаштування монастиря Ластінгам. Разом з тим намагався постійно демонструвати самостійність від Освіу. Останній у відповідь у 654 році рушив на Дейру, поваливши Етельвальд. Останній втік до Пенди, короля Мерсії.
У 655 році разом з Пендою та Кадфаелем ап Кинфедду, королем Гвінеду, увійшов до Дейри, зустрівшись у битві при річці Вінвед. Втім Етельвальд раптово залишив свого союзника, вичікуючи, хто візьме гору. Проте Освіу завдав нищівної поразки військам Мерсії, сам Пенда загинув. Але це не допомогло зберегти Етельвальду корону: його було повалено. Останні роки він мешкав як чернець у Кіркдейлі (сучасний Північний Йоркшир). Дата смерті Етельвальда невідома.
Наступним королем став Ельфріт, син Освіу.